# Translació (física)
En física, la translació és un moviment mitjançant el qual es modifica la posició d'un objecte, en contraposició a una rotació. Una translació és l'operació que modifica les posicions de tots els cossos segons la següent expressió:

{\displaystyle (x,y,z)\to (x+\Delta x,y+\Delta y,z+\Delta z)}

On {\displaystyle (\Delta x,\Delta y,\Delta z)} és un vector constant. Aquesta operació pot ser generalitzada a altres coordenades.